# Nahr-e Mochri
Nahr-e Mochri (em persa: نهرمچري, também romanizada como Nahr-e Mochrī) é uma aldeia do distrito rural de Nasar, no condado de Abadan, na província de Khuzistão, Irã.
Segundo o censo de 2006, sua população era de 342 habitantes, em 72 famílias.